# Focke-Wulf Fw 61
Focke-Wulf Fw 61 thường được coi như một chiếc trực thăng thực tế đầu tiên, nó bay lần đầu vào năm 1936. Còn được gọi là Fa 61.

## Tính năng kỹ chiến thuật (Fw 61)
Dữ liệu lấy từ Aircraft of the Third Reich
Đặc tính tổng quan
- Kíp lái: 1
- Chiều dài: 7,3 m (23 ft 11 in) chỉ tính thân
- Chiều cao: 2,65 m (8 ft 8 in)
- Trọng lượng rỗng: 800 kg (1.764 lb)
- Trọng lượng cất cánh tối đa: 950 kg (2.094 lb)
- Động cơ: 1 × Bramo Sh.14A , 119 kW (160 hp)
- Đường kính rô-to chính: 2× 7 m (23 ft 0 in)
- Diện tích rô-to chính: 76,97 m2 (828,5 foot vuông)

Hiệu suất bay
- Vận tốc cực đại: 112 km/h (70 mph; 60 kn) trên mực nước biển
- Vận tốc hành trình: 90 km/h (56 mph; 49 kn)
- Tầm bay: 230 km (143 mi; 124 nmi)
- Trần bay: 3.427 m (11.243 ft)
- Vận tốc lên cao: 3,50 m/s (689 ft/min)